# 北天下茶屋停留場
北天下茶屋停留場（きたてんがちゃやていりゅうじょう）は、大阪府大阪市西成区天下茶屋3丁目（恵美須町方面のりば）および同区聖天下1丁目（浜寺駅前方面のりば）にある、阪堺電気軌道阪堺線の停留場。駅番号はHN56。

## 歴史
- 1911年（明治44年）12月1日：（旧）阪堺電気軌道恵美須町 - 市ノ町（現・大小路）間開通時に開業。
- 1915年（大正4年）6月21日：会社合併により南海鉄道の停留所となる。
- 1944年（昭和19年）6月1日：会社合併により近畿日本鉄道の停留所となる。
- 1947年（昭和22年）6月1日：路線譲渡により南海電気鉄道の停留所となる。
- 1980年（昭和55年）12月1日：路線譲渡により阪堺電気軌道の停留所となる[1]。

## 停留場構造
専用軌道上にあり、単式ホームが踏切を挟んで千鳥式に配置された2面2線の構成となっている。ホームは上下線とも踏切の手前に配置されている。

## 停留場周辺
- 天下茶屋駅
- 天下茶屋駅前商店街
- 西成天下茶屋郵便局
- 正圓寺（聖天山古墳）
- 大本 大阪本苑
- 大阪市立天下茶屋小学校
- 大阪市立松虫中学校
- 大谷中学校・高等学校
- 大阪ファッションアート専門学校

### バス
大阪市営バス（赤バス）の天下茶屋駅筋東停留所があり西成東ループが停車していたが2013年3月31日をもって廃止された。

## 隣の停留場
阪堺電気軌道
■阪堺線
松田町停留場 (HN55) - 北天下茶屋停留場 (HN56) - 聖天坂停留場 (HN57)
- （）内は駅番号を示す。